# Asienspiele 2010/Wasserspringen
Bei den Asienspielen 2010 in der chinesischen Metropole Guangzhou wurden vom 22. bis zum 26. November insgesamt zehn Wettbewerbe im Wasserspringen ausgetragen, jeweils fünf für Frauen und Männer.
Die chinesischen Athleten dominierten die Wettkämpfe und gewannen überlegen alle zehn Titel und errangen alle möglichen 16 Medaillen. Insgesamt gewannen Athleten aus sechs Nationen Medaillen, darunter auch Macau, das erstmals im Wasserspringen einen Podestplatz errang.

## Teilnehmer
Insgesamt nahmen 35 Frauen () und 39 Männer () aus 14 Nationen an den Wettbewerben teil.
| - China ( 8 / 8) - Hongkong (0 / 2) - Indonesien (3 / 2) - Iran (0 / 4) - Japan (4 / 3) | - Katar (0 / 1) - Kuwait (0 / 3) - Laos (0 / 2) - Macau (4 / 0) - Malaysia (5 / 4) | - Nordkorea (3 / 2) - Philippinen (1 / 4) - Südkorea (4 / 4) - Vietnam (3 / 0) |

## Ergebnisse

### Frauen

#### 1-Meter-Kunstspringen
Das Finale fand am 24. November statt.
| Rang                    | Athletin                  | Nation              | Sprünge / Punkte | Sprünge / Punkte | Sprünge / Punkte | Sprünge / Punkte | Sprünge / Punkte | Gesamt |
| Rang                    | Athletin                  | Nation              | 1                | 2                | 3                | 4                | 5                | Gesamt |
| ----------------------- | ------------------------- | ------------------- | ---------------- | ---------------- | ---------------- | ---------------- | ---------------- | ------ |
| Goldmedaille / Rang 1   | Wu Minxia                 | Volksrepublik China | 61,20            | 67,60            | 60,95            | 63,60            | 72,80            | 326,15 |
| Silbermedaille / Rang 2 | Zheng Shuangxue           | Volksrepublik China | 58,80            | 55,20            | 61,20            | 62,40            | 66,30            | 303,90 |
| Bronzemedaille / Rang 3 | Cheong Jun Hoong          | Malaysia            | 54,00            | 54,60            | 50,60            | 55,20            | 57,20            | 271,60 |
| 4                       | Leong Mun Yee             | Malaysia            | 56,40            | 58,50            | 48,30            | 50,40            | 54,60            | 268,20 |
| 5                       | Choi Sut Ian              | Macau               | 49,20            | 54,60            | 44,85            | 54,00            | 58,50            | 261,15 |
| 6                       | Sayaka Shibusawa          | Japan               | 50,60            | 53,30            | 38,40            | 58,50            | 54,00            | 254,80 |
| 7                       | Risa Asada                | Japan               | 49,20            | 52,00            | 48,30            | 55,20            | 42,90            | 247,60 |
| 8                       | Sheila Mae Pérez          | Philippinen         | 50,70            | 42,55            | 46,80            | 46,80            | 45,50            | 232,35 |
| 9                       | Lee Yae-rim               | Südkorea            | 50,70            | 34,80            | 47,15            | 46,80            | 44,00            | 223,45 |
| 10                      | Cho Eun-bi                | Südkorea            | 48,10            | 45,60            | 44,85            | 50,40            | 30,80            | 219,75 |
| 11                      | Della Dinarsari Harimurti | Indonesien          | 52,80            | 42,90            | 43,05            | 24,15            | 37,80            | 200,70 |
| 12                      | Choi Sut Kuan             | Macau               | 43,20            | 39,60            | 41,40            | 32,55            | 38,85            | 195,60 |
| 13                      | Nguyễn Vũ Thảo Quyên      | Vietnam             | 28,80            | 43,20            | 41,40            | 37,80            | 28,35            | 179,55 |

#### 3-Meter-Kunstspringen
Vorkampf und Finale fanden am 26. November statt.

##### Vorkampf
| Rang | Athletin             | Nation              | Sprünge / Punkte | Sprünge / Punkte | Sprünge / Punkte | Sprünge / Punkte | Sprünge / Punkte | Gesamt |
| Rang | Athletin             | Nation              | 1                | 2                | 3                | 4                | 5                | Gesamt |
| ---- | -------------------- | ------------------- | ---------------- | ---------------- | ---------------- | ---------------- | ---------------- | ------ |
| 1    | He Zi                | Volksrepublik China | 67,50            | 74,40            | 76,50            | 75,00            | 73,50            | 366,90 |
| 2    | Shi Tingmao          | Volksrepublik China | 69,00            | 71,40            | 72,00            | 72,00            | 72,00            | 356,40 |
| 3    | Choi Sut Ian         | Macau               | 54,00            | 59,40            | 54,60            | 67,50            | 50,75            | 286,25 |
| 4    | Sayaka Shibusawa     | Japan               | 58,50            | 55,50            | 46,50            | 55,50            | 64,50            | 280,50 |
| 5    | Sheila Mae Pérez     | Philippinen         | 54,00            | 58,80            | 47,60            | 54,00            | 58,00            | 272,40 |
| 6    | Mai Nakagawa         | Japan               | 43,40            | 55,50            | 63,00            | 54,00            | 43,20            | 259,10 |
| 7    | Lee Yae-rim          | Südkorea            | 48,00            | 45,00            | 50,40            | 56,70            | 47,60            | 247,70 |
| 8    | Sari Ambarwati       | Indonesien          | 50,40            | 54,00            | 42,00            | 42,00            | 39,00            | 227,40 |
| 9    | Lei Sio I            | Macau               | 51,60            | 60,00            | 30,00            | 28,50            | 48,00            | 218,10 |
| 10   | Hoàng Thanh Trà      | Vietnam             | 49,20            | 40,50            | 42,00            | 32,20            | 45,60            | 209,50 |
| 11   | Nguyễn Vũ Thảo Quỳnh | Vietnam             | 48,00            | 32,40            | 36,00            | 16,80            | 36,00            | 169,20 |

##### Finale
| Rang                    | Athletin             | Nation              | Sprünge / Punkte | Sprünge / Punkte | Sprünge / Punkte | Sprünge / Punkte | Sprünge / Punkte | Gesamt |
| Rang                    | Athletin             | Nation              | 1                | 2                | 3                | 4                | 5                | Gesamt |
| ----------------------- | -------------------- | ------------------- | ---------------- | ---------------- | ---------------- | ---------------- | ---------------- | ------ |
| Goldmedaille / Rang 1   | He Zi                | Volksrepublik China | 78,00            | 77,50            | 73,50            | 76,50            | 76,50            | 382,00 |
| Silbermedaille / Rang 2 | Shi Tingmao          | Volksrepublik China | 76,50            | 64,40            | 75,00            | 78,00            | 66,00            | 359,90 |
| Bronzemedaille / Rang 3 | Choi Sut Ian         | Macau               | 42,00            | 54,00            | 58,80            | 67,50            | 65,25            | 287,55 |
| 4                       | Mai Nakagawa         | Japan               | 54,00            | 58,50            | 61,50            | 49,50            | 60,75            | 284,25 |
| 5                       | Sheila Mae Pérez     | Philippinen         | 51,60            | 50,40            | 58,80            | 63,00            | 59,45            | 283,25 |
| 6                       | Lei Sio I            | Macau               | 49,20            | 61,50            | 58,50            | 52,50            | 54,00            | 275,70 |
| 7                       | Sayaka Shibusawa     | Japan               | 57,00            | 67,50            | 60,45            | 22,50            | 64,50            | 271,95 |
| 8                       | Hoàng Thanh Trà      | Vietnam             | 49,20            | 54,00            | 39,00            | 47,60            | 43,20            | 233,00 |
| 9                       | Lee Yae-rim          | Südkorea            | 37,20            | 40,00            | 47,60            | 49,95            | 30,80            | 205,55 |
| 10                      | Sari Ambarwati       | Indonesien          | 49,20            | 52,65            | 48,00            | 31,50            | 18,00            | 199,35 |
| 11                      | Nguyễn Vũ Thảo Quỳnh | Vietnam             | 46,80            | 44,55            | 28,00            | 29,40            | 43,20            | 191,95 |

#### 10-Meter-Turmspringen
Vorkampf und Finale fanden am 25. November statt.

##### Vorkampf
| Rang | Athletin                  | Nation              | Sprünge / Punkte | Sprünge / Punkte | Sprünge / Punkte | Sprünge / Punkte | Sprünge / Punkte | Gesamt |
| Rang | Athletin                  | Nation              | 1                | 2                | 3                | 4                | 5                | Gesamt |
| ---- | ------------------------- | ------------------- | ---------------- | ---------------- | ---------------- | ---------------- | ---------------- | ------ |
| 1    | Hu Yadan                  | Volksrepublik China | 76,50            | 91,20            | 91,20            | 94,05            | 81,60            | 434,55 |
| 2    | Wang Hao                  | Volksrepublik China | 69,00            | 81,60            | 81,60            | 84,15            | 81,60            | 397,95 |
| 3    | Pandelela Rinong          | Malaysia            | 73,50            | 66,15            | 71,05            | 75,20            | 65,60            | 351,50 |
| 4    | Kim Jin-ok                | Nordkorea           | 73,50            | 59,40            | 67,20            | 66,65            | 65,60            | 332,35 |
| 5    | Fuka Tatsumi              | Japan               | 64,50            | 66,00            | 70,95            | 65,25            | 64,00            | 330,70 |
| 6    | Mai Nakagawa              | Japan               | 57,00            | 42,05            | 62,40            | 70,00            | 67,65            | 299,10 |
| 7    | Traisy Vivien Tukiet      | Malaysia            | 49,50            | 57,60            | 65,25            | 51,30            | 57,60            | 281,25 |
| 8    | Kim Un-hyang              | Nordkorea           | 69,00            | 31,35            | 60,80            | 54,45            | 60,80            | 276,40 |
| 9    | Yun Seung-eun             | Südkorea            | 63,00            | 43,50            | 63,45            | 43,50            | 47,85            | 261,30 |
| 10   | Cho Eun-bi                | Südkorea            | 64,50            | 40,00            | 52,20            | 45,90            | 33,00            | 235,60 |
| 11   | Della Dinarsari Harimurti | Indonesien          | 33,30            | 37,05            | 56,00            | 36,00            | 57,00            | 219,35 |
| 12   | Choi Sut Kuan             | Macau               | 28,50            | 30,10            | 39,90            | 38,00            | 25,65            | 162,15 |

##### Finale
| Rang                    | Athletin                  | Nation              | Sprünge / Punkte | Sprünge / Punkte | Sprünge / Punkte | Sprünge / Punkte | Sprünge / Punkte | Gesamt           |
| Rang                    | Athletin                  | Nation              | 1                | 2                | 3                | 4                | 5                | Gesamt           |
| ----------------------- | ------------------------- | ------------------- | ---------------- | ---------------- | ---------------- | ---------------- | ---------------- | ---------------- |
| Goldmedaille / Rang 1   | Hu Yadan                  | Volksrepublik China | 85,50            | 91,20            | 91,20            | 79,20            | 89,60            | 436,70           |
| Silbermedaille / Rang 1 | Wang Hao                  | Volksrepublik China | 81,00            | 86,40            | 83,20            | 89,10            | 86,40            | 426,10           |
| Bronzemedaille / Rang 1 | Pandelela Rinong          | Malaysia            | 63,00            | 68,85            | 63,80            | 75,20            | 73,60            | 344,45           |
| 4                       | Kim Jin-ok                | Nordkorea           | 73,50            | 56,10            | 65,60            | 69,75            | 72,00            | 336,95           |
| 5                       | Kim Un-hyang              | Nordkorea           | 57,00            | 47,85            | 68,80            | 82,50            | 54,40            | 310,55           |
| 6                       | Mai Nakagawa              | Japan               | 67,50            | 60,90            | 73,60            | 63,00            | 26,40            | 291,40           |
| 7                       | Fuka Tatsumi              | Japan               | 61,50            | 62,70            | 52,80            | 49,30            | 64,00            | 290,30           |
| 8                       | Yun Seung-eun             | Südkorea            | 54,60            | 55,10            | 48,60            | 54,00            | 56,55            | 268,85           |
| 9                       | Traisy Vivien Tukiet      | Malaysia            | 43,50            | 38,40            | 59,45            | 55,35            | 59,20            | 255,90           |
| 10                      | Cho Eun-bi                | Südkorea            | 54,00            | 57,60            | 33,35            | 37,80            | 52,80            | 235,55           |
| 11                      | Choi Sut Kuan             | Macau               | 28,50            | 29,40            | 34,20            | 39,00            | 27,55            | 158,65           |
| —                       | Della Dinarsari Harimurti | Indonesien          | nicht angetreten | nicht angetreten | nicht angetreten | nicht angetreten | nicht angetreten | nicht angetreten |

#### 3-Meter-Synchronspringen
Das Finale fand am 22. November statt.
| Rang                    | Athletinnen                               | Nation              | Sprünge / Punkte | Sprünge / Punkte        | Sprünge / Punkte        | Sprünge / Punkte        | Sprünge / Punkte        | Gesamt                  |
| Rang                    | Athletinnen                               | Nation              | 1                | 2                       | 3                       | 4                       | 5                       | Gesamt                  |
| ----------------------- | ----------------------------------------- | ------------------- | ---------------- | ----------------------- | ----------------------- | ----------------------- | ----------------------- | ----------------------- |
| Goldmedaille / Rang 1   | Shi Tingmao Wang Han                      | Volksrepublik China | 52,80            | 54,00                   | 72,00                   | 68,40                   | 68,40                   | 315,60                  |
| Silbermedaille / Rang 2 | Leong Mun Yee Ng Yan Yee                  | Malaysia            | 45,00            | 36,00                   | 71,10                   | 65,70                   | 62,10                   | 279,90                  |
| Bronzemedaille / Rang 3 | Mai Nakagawa Sayaka Shibusawa             | Japan               | 47,40            | 45,60                   | 63,90                   | 59,40                   | 61,20                   | 277,50                  |
| 4                       | Choi Sut Ian Lo I Teng                    | Macau               | 45,00            | 40,80                   | 53,28                   | 56,70                   | 61,32                   | 257,10                  |
| 5                       | Nguyễn Vũ Thảo Quyên Nguyễn Vũ Thảo Quỳnh | Vietnam             | 40,20            | 40,80                   | 49,68                   | 42,93                   | 42,84                   | 216,45                  |
| 6                       | Sari Ambarwati Maria Natalie Dinda        | Indonesien          | 39,60            | 40,80                   | 41,04                   | 48,60                   | 45,00                   | 215,04                  |
| —                       | Kim Na-mi Lee Yae-rim                     | Südkorea            | 42,00            | Wettkampf nicht beendet | Wettkampf nicht beendet | Wettkampf nicht beendet | Wettkampf nicht beendet | Wettkampf nicht beendet |

#### 10-Meter-Synchronspringen
Das Finale fand am 23. November statt.
| Rang                    | Athletinnen                    | Nation              | Sprünge / Punkte | Sprünge / Punkte | Sprünge / Punkte | Sprünge / Punkte | Sprünge / Punkte | Gesamt |
| Rang                    | Athletinnen                    | Nation              | 1                | 2                | 3                | 4                | 5                | Gesamt |
| ----------------------- | ------------------------------ | ------------------- | ---------------- | ---------------- | ---------------- | ---------------- | ---------------- | ------ |
| Goldmedaille / Rang 1   | Chen Ruolin Wang Hao           | Volksrepublik China | 54,60            | 55,20            | 76,50            | 84,48            | 89,28            | 360,06 |
| Silbermedaille / Rang 2 | Leong Mun Yee Pandelela Rinong | Malaysia            | 47,40            | 49,20            | 67,50            | 72,96            | 74,88            | 311,94 |
| Bronzemedaille / Rang 3 | Choe Kum-hui Kim Un-hyang      | Nordkorea           | 52,20            | 46,80            | 66,60            | 50,88            | 68,16            | 284,64 |
| 4                       | Risa Asada Fuka Tatsumi        | Japan               | 48,60            | 46,20            | 60,48            | 62,64            | 63,51            | 281,43 |
| 5                       | Cho Eun-bi Yun Seung-eun       | Südkorea            | 49,20            | 46,20            | 59,64            | 70,47            | 55,08            | 280,59 |
| 6                       | Choi Sut Kuan Lo I Teng        | Macau               | 45,60            | 46,20            | 43,32            | 40,20            | 25,65            | 200,97 |

### Männer

#### 1-Meter-Kunstspringen
Das Finale fand am 24. November statt.
| Rang | Athlet                 | Nation              | Sprünge / Punkte | Sprünge / Punkte | Sprünge / Punkte | Sprünge / Punkte | Sprünge / Punkte | Sprünge / Punkte | Gesamt |
| Rang | Athlet                 | Nation              | 1                | 2                | 3                | 4                | 5                | 6                | Gesamt |
| ---- | ---------------------- | ------------------- | ---------------- | ---------------- | ---------------- | ---------------- | ---------------- | ---------------- | ------ |
|      | He Min                 | Volksrepublik China | 70,50            | 80,00            | 85,80            | 75,00            | 83,20            | 86,70            | 481,20 |
|      | Qin Kai                | Volksrepublik China | 78,00            | 67,50            | 60,80            | 76,50            | 80,00            | 88,40            | 451,20 |
|      | Yeoh Ken Nee           | Malaysia            | 77,50            | 61,50            | 72,00            | 43,20            | 58,50            | 78,40            | 391,10 |
| 4    | Oh Yi-taek             | Südkorea            | 59,80            | 64,50            | 54,00            | 68,20            | 58,50            | 57,50            | 362,50 |
| 5    | Muhammad Fakhrul       | Malaysia            | 58,50            | 69,75            | 58,50            | 63,00            | 54,00            | 57,60            | 361,35 |
| 6    | Son Seong-cheol        | Südkorea            | 65,00            | 61,20            | 55,20            | 62,40            | 74,40            | 30,00            | 348,20 |
| 7    | Mojtaba Valipour       | Iran                | 63,70            | 63,00            | 49,50            | 54,00            | 60,45            | 54,60            | 345,25 |
| 8    | Jason Poon             | Hongkong            | 63,70            | 57,00            | 36,00            | 39,00            | 59,20            | 69,70            | 324,60 |
| 9    | Ghaem Mirabian         | Iran                | 58,50            | 51,75            | 49,50            | 55,50            | 52,50            | 51,15            | 318,90 |
| 10   | Yu Okamoto             | Japan               | 55,90            | 63,00            | 46,50            | 23,25            | 59,80            | 55,50            | 303,95 |
| 11   | Shady Salah Abdelhamid | Katar               | 42,90            | 48,00            | 46,00            | 45,00            | 46,20            | 54,60            | 282,70 |
| 12   | Abdulrahman Abbas      | IOC                 | 46,80            | 52,00            | 40,25            | 30,00            | 49,50            | 48,10            | 266,65 |
| 13   | Niño Carog             | Philippinen         | 57,20            | 47,15            | 55,50            | 66,65            | 37,50            | 0,00             | 264,00 |
| 14   | Hamad Mohammad         | IOC                 | 52,80            | 41,60            | 34,50            | 30,00            | 39,00            | 50,70            | 248,60 |

#### 3-Meter-Kunstspringen
Vorkampf und Finale fanden am 25. November statt.

##### Vorkampf
| Rang | Athlet                 | Nation              | Sprünge / Punkte | Sprünge / Punkte | Sprünge / Punkte | Sprünge / Punkte | Sprünge / Punkte | Sprünge / Punkte | Gesamt |
| Rang | Athlet                 | Nation              | 1                | 2                | 3                | 4                | 5                | 6                | Gesamt |
| ---- | ---------------------- | ------------------- | ---------------- | ---------------- | ---------------- | ---------------- | ---------------- | ---------------- | ------ |
| 1    | He Chong               | Volksrepublik China | 86,70            | 68,25            | 74,40            | 88,40            | 63,00            | 87,75            | 468,50 |
| 2    | Luo Yutong             | Volksrepublik China | 80,60            | 73,50            | 81,60            | 66,50            | 81,60            | 84,15            | 467,95 |
| 3    | Yeoh Ken Nee           | Malaysia            | 77,50            | 55,50            | 71,40            | 80,85            | 89,25            | 71,40            | 445,90 |
| 4    | Park Ji-ho             | Südkorea            | 72,00            | 72,00            | 72,00            | 66,65            | 70,50            | 65,25            | 418,40 |
| 5    | Son Seong-cheol        | Südkorea            | 66,00            | 63,00            | 72,00            | 74,40            | 72,00            | 69,70            | 417,10 |
| 6    | Bryan Nickson Lomas    | Malaysia            | 72,85            | 72,00            | 66,00            | 63,00            | 76,50            | 64,60            | 414,95 |
| 7    | Yu Okamoto             | Japan               | 72,00            | 74,40            | 63,00            | 61,20            | 60,00            | 73,10            | 403,70 |
| 8    | Sho Sakai              | Japan               | 69,00            | 71,30            | 64,50            | 58,50            | 70,95            | 68,25            | 402,50 |
| 9    | Ghaem Mirabian         | Iran                | 64,50            | 68,20            | 64,50            | 49,30            | 60,00            | 52,80            | 359,30 |
| 10   | Niño Carog             | Philippinen         | 67,50            | 50,40            | 62,00            | 61,20            | 63,00            | 51,00            | 355,10 |
| 11   | Jason Poon             | Hongkong            | 66,00            | 63,55            | 51,00            | 54,00            | 61,20            | 49,50            | 345,25 |
| 12   | Shahbaz Shahnazi       | Iran                | 58,50            | 58,50            | 58,90            | 49,50            | 61,50            | 48,60            | 335,50 |
| 13   | Rashid Al-Harbi        | IOC                 | 64,20            | 55,00            | 56,00            | 49,40            | 55,00            | 50,00            | 329,60 |
| 14   | Foo Chuen Li           | Hongkong            | 60,00            | 53,00            | 56,00            | 56,00            | 35,25            | 50,00            | 310,25 |
| 15   | Hamad Mohammad         | IOC                 | 40,50            | 49,20            | 53,20            | 42,00            | 39,20            | 51,00            | 275,10 |
| 16   | Somsouk Lattanathongsy | Laos                | 38,40            | 33,60            | 34,65            | 25,00            | 12,60            | 31,20            | 175,45 |
| 17   | Philavanh Chanthakaly  | Laos                | 30,00            | 19,60            | 32,20            | 39,15            | 0,00             | 35,00            | 155,95 |

##### Finale
| Rang | Athlet              | Nation              | Sprünge / Punkte | Sprünge / Punkte | Sprünge / Punkte | Sprünge / Punkte | Sprünge / Punkte | Sprünge / Punkte | Gesamt |
| Rang | Athlet              | Nation              | 1                | 2                | 3                | 4                | 5                | 6                | Gesamt |
| ---- | ------------------- | ------------------- | ---------------- | ---------------- | ---------------- | ---------------- | ---------------- | ---------------- | ------ |
|      | He Chong            | Volksrepublik China | 90,10            | 73,50            | 85,25            | 91,80            | 85,75            | 99,45            | 525,85 |
|      | Luo Yutong          | Volksrepublik China | 83,70            | 85,50            | 91,80            | 64,75            | 85,00            | 92,40            | 503,15 |
|      | Yeoh Ken Nee        | Malaysia            | 69,75            | 72,00            | 76,50            | 74,25            | 85,75            | 61,20            | 439,45 |
| 4    | Son Seong-cheol     | Südkorea            | 70,50            | 70,50            | 72,00            | 74,40            | 67,50            | 71,40            | 426,30 |
| 5    | Bryan Nickson Lomas | Malaysia            | 72,85            | 69,00            | 74,25            | 42,00            | 78,20            | 76,50            | 412,80 |
| 6    | Sho Sakai           | Japan               | 57,00            | 69,75            | 63,00            | 57,00            | 74,25            | 89,25            | 410,25 |
| 7    | Yu Okamoto          | Japan               | 73,50            | 74,40            | 72,00            | 47,60            | 55,50            | 81,60            | 404,60 |
| 8    | Park Ji-ho          | Südkorea            | 72,00            | 60,00            | 57,00            | 66,65            | 72,00            | 60,90            | 388,55 |
| 9    | Niño Carog          | Philippinen         | 58,50            | 50,40            | 66,65            | 62,90            | 58,50            | 58,50            | 355,45 |
| 10   | Ghaem Mirabian      | Iran                | 36,00            | 66,65            | 61,50            | 56,55            | 58,50            | 50,40            | 329,60 |
| 11   | Jason Poon          | Hongkong            | 49,50            | 71,30            | 49,50            | 51,00            | 40,80            | 63,00            | 325,10 |
| 12   | Shahbaz Shahnazi    | Iran                | 61,50            | 46,50            | 60,45            | 28,50            | 45,00            | 39,15            | 281,10 |

#### 10-Meter-Turmspringen
Vorkampf und Finale fanden am 26. November statt.

##### Vorkampf
| Rang | Athlet              | Nation              | Sprünge / Punkte | Sprünge / Punkte | Sprünge / Punkte | Sprünge / Punkte        | Sprünge / Punkte        | Sprünge / Punkte        | Gesamt                  |
| Rang | Athlet              | Nation              | 1                | 2                | 3                | 4                       | 5                       | 6                       | Gesamt                  |
| ---- | ------------------- | ------------------- | ---------------- | ---------------- | ---------------- | ----------------------- | ----------------------- | ----------------------- | ----------------------- |
| 1    | Huo Liang           | Volksrepublik China | 81,60            | 82,25            | 90,75            | 91,80                   | 92,50                   | 97,20                   | 536,10                  |
| 2    | Cao Yuan            | Volksrepublik China | 89,60            | 86,40            | 72,15            | 90,75                   | 92,40                   | 97,20                   | 528,50                  |
| 3    | Bryan Nickson Lomas | Malaysia            | 72,00            | 61,05            | 85,80            | 59,50                   | 83,25                   | 90,00                   | 451,60                  |
| 4    | Kim Chon-man        | Nordkorea           | 79,50            | 76,80            | 80,85            | 74,25                   | 60,45                   | 73,80                   | 445,65                  |
| 5    | Sho Sakai           | Japan               | 63,00            | 75,20            | 64,50            | 62,40                   | 69,30                   | 79,20                   | 413,60                  |
| 6    | Ooi Tze Liang       | Malaysia            | 72,00            | 63,45            | 70,50            | 64,35                   | 64,35                   | 76,80                   | 411,45                  |
| 7    | Muhammad Nasrullah  | Indonesien          | 60,00            | 65,60            | 62,40            | 69,30                   | 67,65                   | 62,70                   | 387,65                  |
| 8    | Kazuki Murakami     | Japan               | 72,00            | 65,60            | 79,20            | 42,00                   | 56,10                   | 72,00                   | 386,90                  |
| 9    | Kim Jin-yong        | Südkorea            | 72,00            | 75,20            | 59,40            | 24,75                   | 73,60                   | 72,00                   | 376,95                  |
| 10   | Park Ji-ho          | Südkorea            | 67,50            | 62,40            | 67,65            | 28,05                   | 73,60                   | 67,20                   | 366,40                  |
| —    | Shahnam Nazarpour   | Iran                | 61,50            | 57,60            | 70,95            | Wettkampf nicht beendet | Wettkampf nicht beendet | Wettkampf nicht beendet | Wettkampf nicht beendet |

##### Finale
| Rang | Athlet              | Nation              | Sprünge / Punkte | Sprünge / Punkte | Sprünge / Punkte | Sprünge / Punkte | Sprünge / Punkte | Sprünge / Punkte | Gesamt |
| Rang | Athlet              | Nation              | 1                | 2                | 3                | 4                | 5                | 6                | Gesamt |
| ---- | ------------------- | ------------------- | ---------------- | ---------------- | ---------------- | ---------------- | ---------------- | ---------------- | ------ |
|      | Cao Yuan            | Volksrepublik China | 91,20            | 95,40            | 101,75           | 72,60            | 99,00            | 97,20            | 557,15 |
|      | Huo Liang           | Volksrepublik China | 89,60            | 101,50           | 89,10            | 91,80            | 85,10            | 95,40            | 552,50 |
|      | Bryan Nickson Lomas | Malaysia            | 81,60            | 59,40            | 84,15            | 87,50            | 79,55            | 86,40            | 478,60 |
| 4    | Kim Chon-man        | Nordkorea           | 76,50            | 76,80            | 82,50            | 64,35            | 72,85            | 86,40            | 459,40 |
| 5    | Sho Sakai           | Japan               | 64,40            | 75,20            | 73,50            | 68,80            | 89,10            | 74,25            | 445,25 |
| 6    | Park Ji-ho          | Südkorea            | 72,00            | 73,60            | 75,90            | 69,30            | 65,60            | 72,00            | 428,40 |
| 7    | Kazuki Murakami     | Japan               | 76,50            | 75,20            | 91,80            | 57,75            | 46,20            | 67,20            | 414,65 |
| 8    | Ooi Tze Liang       | Malaysia            | 76,80            | 56,70            | 67,50            | 75,90            | 59,40            | 60,80            | 397,10 |
| 9    | Kim Jin-yong        | Südkorea            | 70,50            | 59,20            | 29,70            | 49,50            | 61,20            | 70,40            | 340,50 |
| 10   | Muhammad Nasrullah  | Indonesien          | 54,00            | 41,60            | 60,80            | 49,50            | 39,60            | 59,40            | 304,90 |

#### 3-Meter-Synchronspringen
Das Finale fand am 23. November statt.
| Rang                    | Team                              | Nation              | Sprünge / Punkte | Sprünge / Punkte | Sprünge / Punkte | Sprünge / Punkte | Sprünge / Punkte | Sprünge / Punkte | Gesamt |
| Rang                    | Team                              | Nation              | 1                | 2                | 3                | 4                | 5                | 6                | Gesamt |
| ----------------------- | --------------------------------- | ------------------- | ---------------- | ---------------- | ---------------- | ---------------- | ---------------- | ---------------- | ------ |
| Goldmedaille / Rang 1   | Luo Yutong Qin Kai                | Volksrepublik China | 53,40            | 55,80            | 81,84            | 87,72            | 89,76            | 91,08            | 459,60 |
| Silbermedaille / Rang 2 | Bryan Nickson Lomas Yeoh Ken Nee  | Malaysia            | 52,20            | 52,80            | 70,68            | 70,38            | 78,21            | 80,58            | 404,85 |
| Bronzemedaille / Rang 3 | Park Ji-ho Son Seong-cheol        | Südkorea            | 49,80            | 51,60            | 70,20            | 66,60            | 76,26            | 73,80            | 388,26 |
| 4                       | Yu Okamoto Sho Sakai              | Japan               | 47,40            | 51,60            | 66,60            | 71,61            | 70,20            | 70,29            | 377,70 |
| 5                       | Niño Carog Zardo Domenios         | Philippinen         | 45,60            | 44,40            | 63,90            | 63,24            | 63,90            | 60,30            | 341,34 |
| 6                       | Ghaem Mirabian Mojtaba Valipour   | Iran                | 46,20            | 42,60            | 62,10            | 68,82            | 60,30            | 58,50            | 338,52 |
| 7                       | Foo Chuen Li Jason Poon           | Hongkong            | 47,40            | 24,60            | 66,03            | 58,50            | 64,80            | 63,90            | 325,23 |
| 8                       | Abdulrahman Abbas Rashid Al-Harbi | Kuwait              | 43,80            | 30,00            | 51,84            | 50,40            | 60,48            | 52,20            | 288,72 |

#### 10-Meter-Synchronspringen
Das Finale fand am 22. November statt.
| Rang                    | Team                               | Nation              | Sprünge / Punkte | Sprünge / Punkte | Sprünge / Punkte | Sprünge / Punkte        | Sprünge / Punkte        | Sprünge / Punkte        | Gesamt                  |
| Rang                    | Team                               | Nation              | 1                | 2                | 3                | 4                       | 5                       | 6                       | Gesamt                  |
| ----------------------- | ---------------------------------- | ------------------- | ---------------- | ---------------- | ---------------- | ----------------------- | ----------------------- | ----------------------- | ----------------------- |
| Goldmedaille / Rang 1   | Yang Liguang Zhou Lüxin            | Volksrepublik China | 57,60            | 58,20            | 84,48            | 94,05                   | 88,56                   | 103,68                  | 486,57                  |
| Silbermedaille / Rang 2 | Bryan Nickson Lomas Ooi Tze Liang  | Malaysia            | 49,80            | 51,60            | 75,60            | 74,25                   | 76,23                   | 79,68                   | 407,16                  |
| Bronzemedaille / Rang 3 | Kim Chon-man So Myong-hyok         | Nordkorea           | 49,20            | 51,00            | 72,90            | 77,76                   | 69,30                   | 73,92                   | 394,08                  |
| 4                       | Kim Jin-yong Oh Yi-taek            | Südkorea            | 52,20            | 51,00            | 74,88            | 74,70                   | 65,28                   | 71,28                   | 389,34                  |
| 5                       | Kazuki Murakami Yu Okamoto         | Japan               | 45,60            | 48,00            | 77,40            | 74,88                   | 71,04                   | 71,28                   | 388,20                  |
| 6                       | Shahnam Nazarpour Mojtaba Valipour | Iran                | 45,60            | 43,80            | 69,60            | 67,50                   | 62,16                   | 69,12                   | 357,78                  |
| 7                       | Muhammad Nasrullah Husaini Noor    | Indonesien          | 46,20            | 43,80            | 59,40            | 69,12                   | 32,67                   | 64,32                   | 315,51                  |
| —                       | Jaime Asok Rexel Ryan Fabriga      | Philippinen         | 48,00            | 39,60            | 54,90            | Wettkampf nicht beendet | Wettkampf nicht beendet | Wettkampf nicht beendet | Wettkampf nicht beendet |

## Medaillenspiegel
| Platz  | Land                | Gold | Silber | Bronze | Gesamt |
| ------ | ------------------- | ---- | ------ | ------ | ------ |
| 1      | Volksrepublik China | 10   | 6      | –      | 16     |
| 2      | Malaysia            | –    | 4      | 5      | 9      |
| 3      | Nordkorea           | –    | –      | 2      | 2      |
| 4      | Japan               | –    | –      | 1      | 1      |
|        | Macau               | –    | –      | 1      | 1      |
|        | Südkorea            | –    | –      | 1      | 1      |
| Gesamt | Gesamt              | 10   | 10     | 10     | 30     |